# Verdrag inzake de wettelijke aansprakelijkheid voor schade door verontreiniging door olie ten gevolge van opsporing en winning van minerale rijkdommen in de zeebodem
Het Verdrag inzake de wettelijke aansprakelijkheid voor schade door verontreiniging door olie ten gevolge van opsporing en winning van minerale rijkdommen in de zeebodem (Convention on Civil Liability for Oil Pollution Damage Resulting from Exploration for and Exploitation of Seabed Mineral Resources, CLEE) is een internationaal verdrag dat de aansprakelijkheid en compensatie regelt in het geval van olieverontreiniging in de offshore. Het werkingsgebied is beperkt tot de Noordzee, de Oostzee en een deel van de Atlantische Oceaan. Het moest een aanvulling worden op het CLC-verdrag van de IMO, maar is nooit in werking getreden.